# Józef Goldszmit

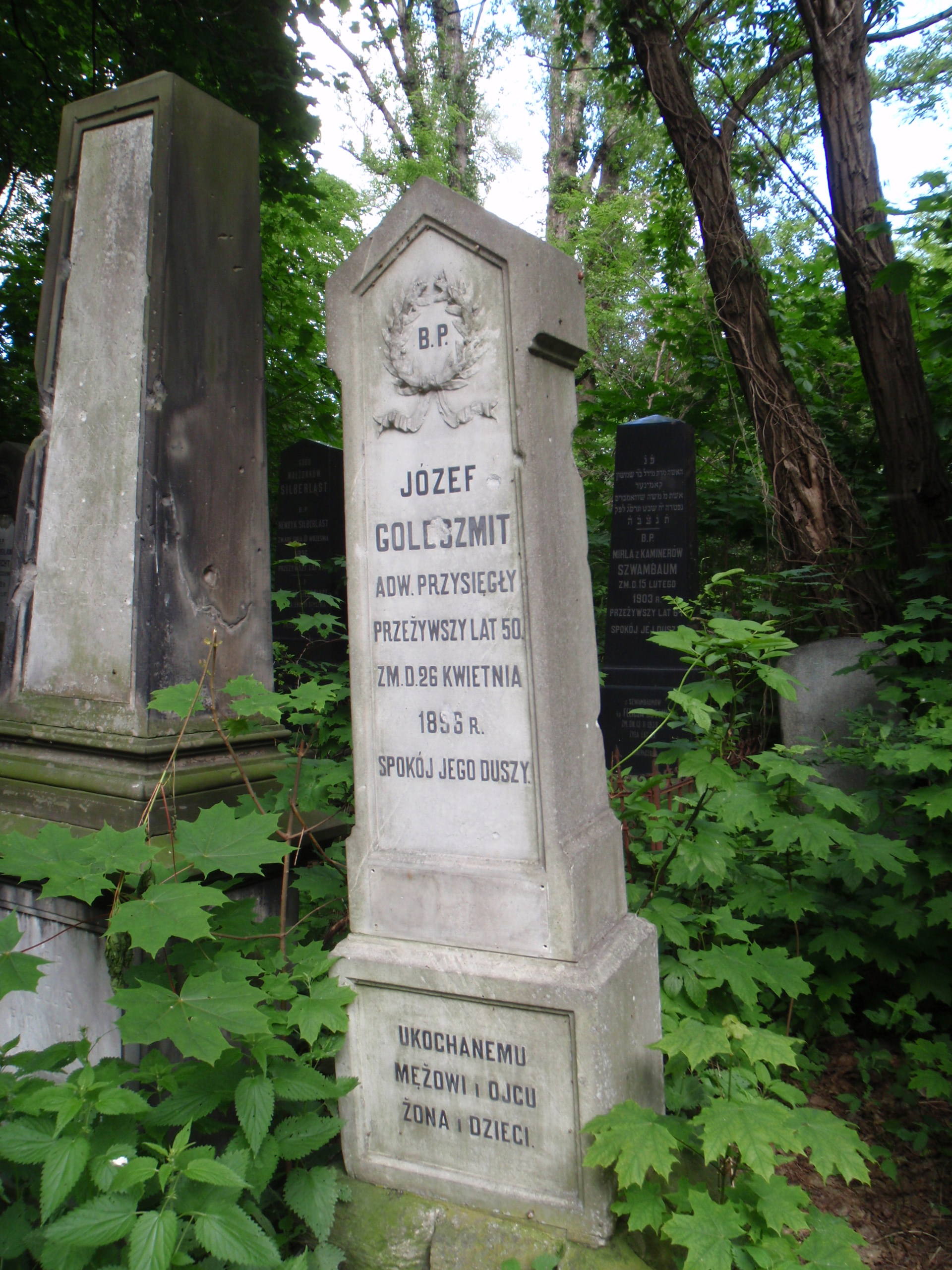
Grób Józefa Goldszmita na cmentarzu żydowskim w Warszawie

Józef Goldszmit (ur. 1844 w Hrubieszowie, zm. 26 kwietnia 1896) – polsko-żydowski publicysta, warszawski adwokat, ojciec Janusza Korczaka (Henryka Goldszmita), brat Jakuba Goldszmita.

## Życiorys
Urodził się w Hrubieszowie jako syn Hersza Goldszmita, lekarza, zwolennika Haskali (ruchu oświecenia żydowskiego) i Chany z domu Rajs. Uczył się w liceum w Lublinie, studiował prawo  w Szkole Głównej Warszawskiej, przemianowanej na Cesarski Uniwersytet Warszawski, ukończył studia w 1870 i otrzymał tytuł magistra na podstawie pracy, ogłoszonej drukiem w roku następnym. Podczas studiów publikował w prasie (m.in. w „Izraelicie”) korespondencje, życiorysy sławnych Izraelitów, artykuły o potrzebie świeckiego szkolnictwa żydowskiego oraz tyczące dziejów narodu żydowskiego w diasporze, Osobno wydał: Wizerunki wsławionych Żydów. I. Sir Moses Montefiore, 1867 (z dedykacją dla ojca), drugą część Wizerunków zatytułowaną Achilles Fould, 1869 oraz Córkę handlarza. Obrazek z czasów ostatniej epidemii w Warszawie, 1868 (dedykowany matce). 
W 1871-1874 odbywał aplikację sądową w Lublinie. Następnie przebywał w Kaliszu. Tam 27 maja 1874 pojął za żonę Cecylię Gębicką; małżonkowie zamieszkali na stałe w Warszawie przy ulicy Podwale 46. Józef rozpoczął pracę jako niższej rangi adwokat, tzw. patron przy trybunale cywilnym. Następnie już jako adwokat przysięgły przyjmował interesantów w mieszkaniu przy ul. Bielańskiej 18 (tu w 1878 lub 1879 urodził się jego syn Henryk Goldszmit, znany później jako Janusz Korczak), Miodowej 15 (1883-85), Miodowej 19 (1886), przy placu Krasińskich 3 (1888-90). W 1891-94 mieszkał z rodziną przy ul. Świętojerskiej 28. Prawdopodobnie w tym czasie zaczęły się jego problemy ze zdrowiem. W 1892 przebywał na kuracji w Nałęczowie. Był też kilkakrotnie hospitalizowany w zakładach dla psychicznie chorych. Pogarszająca się w związku z tym sytuacja finansowa, spowodowała kolejne przeprowadzki: na Leszno 18 (w 1885) następnie na Nowosenatorską 6 (1896).
Józef Goldszmit zmarł 26 kwietnia 1896 roku. Został pochowany w alei głównej cmentarza żydowskiego przy ulicy Gęsiej (obecnie Okopowa) w Warszawie (kwatera 71, rząd 2).